# NGC 249
NGC 249 is een emissienevel in het sterrenbeeld Toekan.
NGC 249 werd op 5 september 1826 ontdekt door de Schotse astronoom James Dunlop.